# 翠絲 (電影)
《翠絲》（英語：Tracey）是一部2018年香港LGBT議題电影，由李駿碩導演，姜皓文、惠英紅主演。本片是演員梁舜燕生前的最後一部電影演出。

## 劇情
佟大雄是個51歲並有兩名子女的已婚男人。 某日深夜他接到越洋来电，得知儿时老友已在伦敦逝世，致电告知的是他的同婚伴侣，并预计携老友骨灰返港安置。与此同时，他又安宜客串票戏的场合，重遇儿时认识的昔日粤剧花旦打铃哥。故友骤逝又加上巧遇故知，他决定坦承深藏已久的秘密：他想要变性。

## 演員

### 主要演員
| 演員                    | 角色   | 介紹                  |
| 姜皓文 （青年：顧定軒） | 佟大雄 | 51歲 變性後改名為翠絲 |
| 惠英紅                  | 安 宜  | 45歲 佟大雄太太       |

### 其他演員
| 演員                    | 角色           | 介紹                    |
| 袁富華                  | 打鈴哥／花艶紅 | 粵劇男花旦              |
| 黃 河                   | 邦             | 作家 高正丈夫，同性戀者 |
| 梁舜燕                  | 翠絲           | 佟大雄母親              |
| 余香凝                  | 佟碧兒         | 佟大雄長女              |
| 周祉君                  | Jeffrey        | 佟碧兒丈夫              |
| 吳肇軒                  | 佟立賢         | 佟大雄幼子              |
| 陳 蕾                   | 嘉欣           | 佟立賢女友、年青刺青師  |
| 葛民輝 （青年：岑珈其） | 池 俊          | 佟大雄好友              |
| 黃溢濠                  | 高 正          | 佟大雄好友，同性戀者    |
| 張國強                  | 老爺           |                         |
| 陳志全                  | 本人           | 立法會議員              |
| 張啟樂                  |                | 派傳單員                |
| 李昭南                  |                |                         |

## 奬項及提名
| 年度   | 颁奖典礼                     | 奖项             | 姓名                             | 结果 |
| ------ | ---------------------------- | ---------------- | -------------------------------- | ---- |
| 2018年 | 第55屆金馬獎                 | 最佳男配角       | 袁富華                           | 獲獎 |
| 2018年 | 第55屆金馬獎                 | 最佳女配角       | 惠英紅                           | 提名 |
| 2019年 | 第13屆亞洲電影大獎           | 最佳女配角       | 惠英紅                           | 獲獎 |
| 2019年 | 第13屆亞洲電影大獎           | 最佳男配角       | 黄河                             | 提名 |
| 2019年 | 第25屆香港電影評論學會大獎   | 最佳男演員       | 姜皓文                           | 提名 |
| 2019年 | 第25屆香港電影評論學會大獎   | 最佳男演員       | 袁富華                           | 提名 |
| 2019年 | 第2屆最港電影大獎            | 最港男演員       | 袁富華                           | 提名 |
| 2019年 | 第2屆最港電影大獎            | 我最喜愛港片     | 《翠絲》                         | 提名 |
| 2019年 | 第2屆最港電影大獎            | 最港女演員       | 惠英紅                           | 提名 |
| 2019年 | 第二屆MOVIE6全民票選電影大獎 | 最佳女配角       | 惠英紅                           | 提名 |
| 2019年 | 第二屆MOVIE6全民票選電影大獎 | 最佳男主角       | 姜皓文                           | 獲獎 |
| 2019年 | 第二屆MOVIE6全民票選電影大獎 | 最佳男配角       | 袁富華                           | 獲獎 |
| 2019年 | 第二屆MOVIE6全民票選電影大獎 | 新晉導演         | 李駿碩                           | 提名 |
| 2019年 | 香港電影我撐場民選大獎2019   | 我最撐男主角     | 姜皓文                           | 提名 |
| 2019年 | 香港電影我撐場民選大獎2019   | 我最撐男配角     | 袁富華                           | 獲獎 |
| 2019年 | 香港電影我撐場民選大獎2019   | 我最撐女配角     | 惠英紅                           | 獲獎 |
| 2019年 | 第38屆香港電影金像獎         | 新晉導演         | 李駿碩                           | 提名 |
| 2019年 | 第38屆香港電影金像獎         | 最佳編劇         | 舒琪、李敏、李駿碩               | 提名 |
| 2019年 | 第38屆香港電影金像獎         | 最佳男主角       | 姜皓文                           | 提名 |
| 2019年 | 第38屆香港電影金像獎         | 最佳男配角       | 袁富華                           | 獲獎 |
| 2019年 | 第38屆香港電影金像獎         | 最佳女配角       | 惠英紅                           | 獲獎 |
| 2019年 | 第38屆香港電影金像獎         | 最佳美術指導     | 張蚊                             | 提名 |
| 2019年 | 第38屆香港電影金像獎         | 最佳服裝造型設計 | 張蚊                             | 提名 |
| 2019年 | 第38屆香港電影金像獎         | 最佳原創電影音樂 | 大友良英                         | 提名 |
| 2019年 | 第38屆香港電影金像獎         | 最佳原創電影歌曲 | 《Tracey》作曲、填詞、主唱：陳蕾 | 提名 |

## 外部連結
- 翠絲的Facebook專頁
- 香港影庫上《翠絲》的資料（繁體中文）
- 时光网上《翠絲》的資料（简体中文）
- 豆瓣电影上《翠絲》的資料 （简体中文）
- 互联网电影数据库（IMDb）上《翠絲》的资料（英文）